# Propositura dei Santi Jacopo e Filippo
La Propositura dei Santi Jacopo e Filippo, chiamata anche la grande "chiesa nuova" o più comunemente Duomo, si erge nel centro di Pontedera, nei pressi della chiesa della Misericordia.

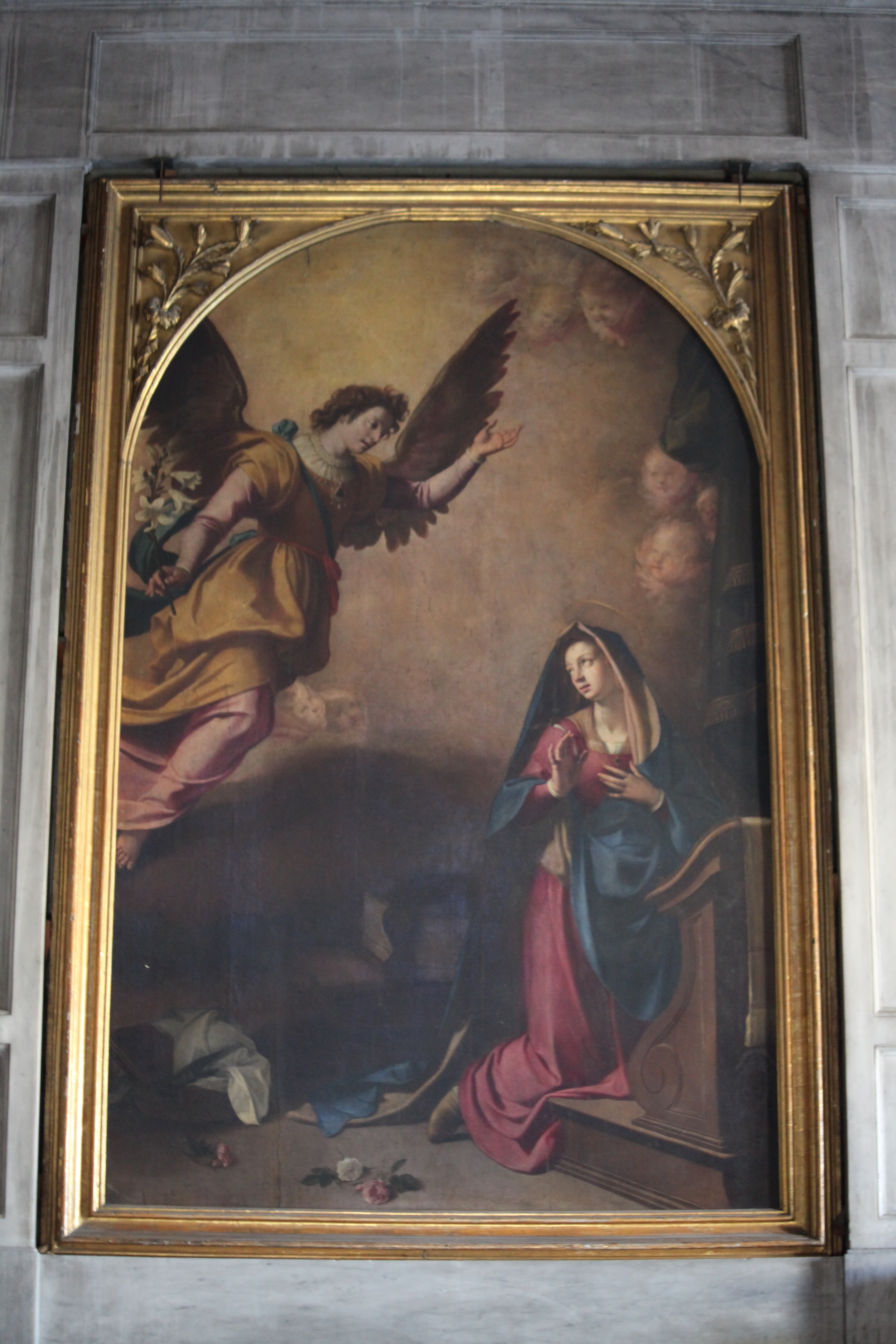
Annunciazione di Jacopo Chimenti detto L'Empoli

## Storia

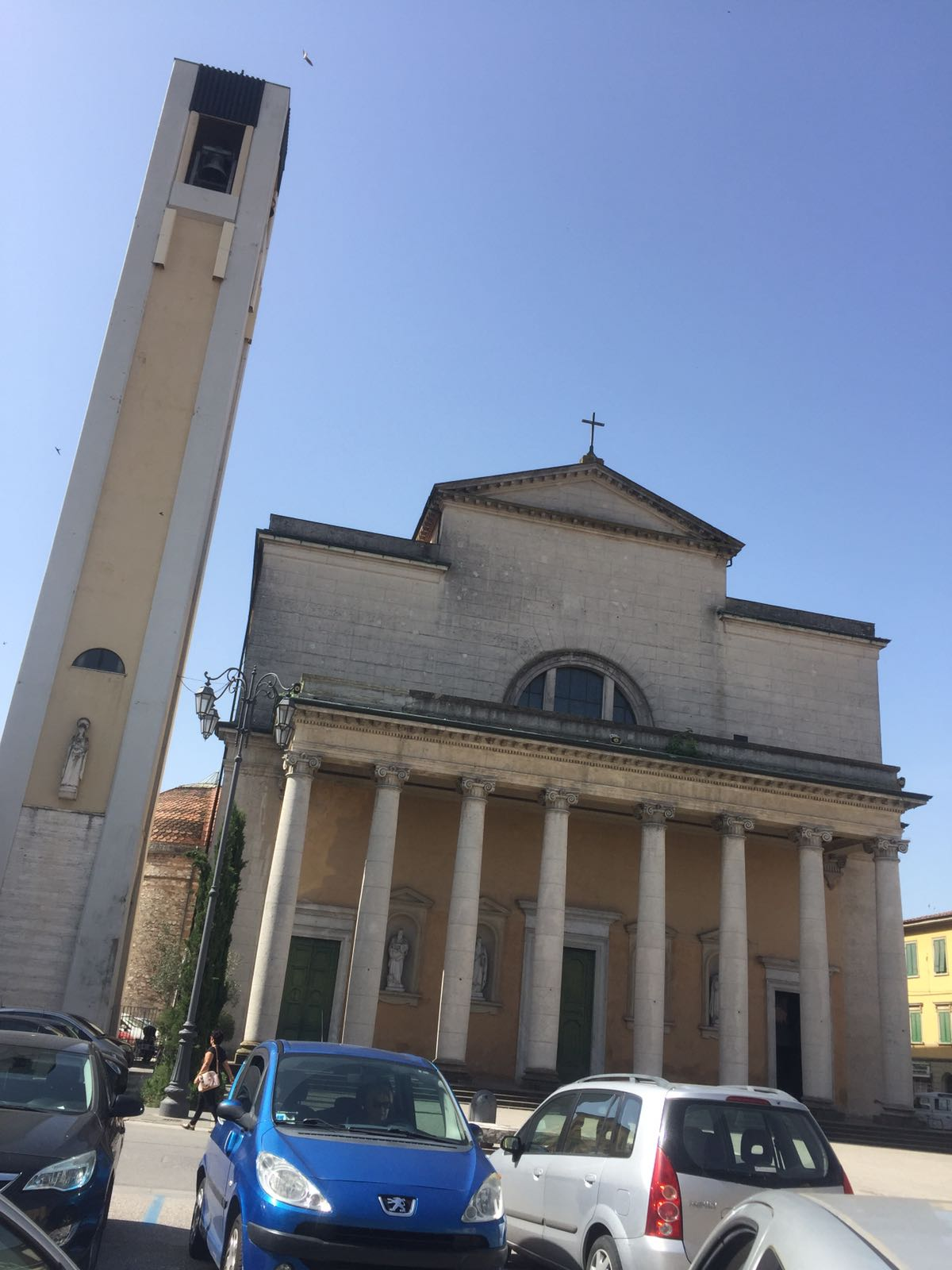
Una rappresentazione del duomo

Venne eretta in stile neoclassico fra il 1842 e il 1864 su progetto dell'ingegnere fiorentino Giuseppe Michelacci. Solo successivamente furono aggiunti il porticato, i campanili e la fontana al centro della piazza. 

## Descrizione
L'edificio, in stile neoclassico è caratterizzato da una pianta longitudinale, con tre absidi a chiusura del transetto e del coro.
La facciata è preceduta da un pronao composto da otto colonne con capitelli d'ordine ionico, oltre il quale si apre una finestra a lunetta semicircolare di derivazione termale.
All'interno, articolato in tre navate, sono conservate molte opere d'arte, tra cui l'Annunciazione di Jacopo Chimenti, le pale d'altare Madonna della Mercede di Francesco Curradi (XVII secolo, sulla didascalia indicata ancora come di bottega dell'Empoli) e la Deposizione, di autore ignoto. Si segnalano anche le reliquie di San Faustino martire e affreschi di Dilvo Lotti.
Nella canonica è conservata una copia del dipinto Madonna con Bambino, santa Elisabetta e san Giovannino di Andrea del Sarto.
I campanili, fatti saltare in aria durante la seconda guerra mondiale, furono successivamente sostituiti da uno svettante campanile in cemento armato. Su di esso è presente un poderoso concerto di 5 campane in Do3, fuse dalla Capanni di Castelnuovo ne Monti nel 1954. Il campanile è conosciuto anche per la sua fortissima oscillazione: che suonino tutte e cinque le campane oppure una, la torre è sempre soggetta a scossoni.